# Анте Вукушић
Анте Вукушић (Сињ, 4. јун 1991) хрватски је фудбалер који тренутно наступа за Вараждин.

## Статистика

### Репрезентативна
Ажурирано 27. фебруара 2023.
| Хрватска | Хрватска | Хрватска |
| Године   | Наступа  | Голова   |
| -------- | -------- | -------- |
| 2012.    | 1        | 0        |
| Укупно   | 1        | 0        |

## Трофеји, награде и признања

### Екипно
Хајдук Сплит
- Куп Хрватске : 2009/10.[7]

### Појединачно
- Најбољи стрелац Прве лиге Словеније за сезону 2019/20, 26 постигнутих погодака[8]